# Radicaal 48
Van de in totaal 214 Kangxi-radicalen heeft radicaal 48  de betekenis werk. Het is een van de eenendertig radicalen die bestaan uit drie strepen.
In het Kangxi-woordenboek zijn er 17 karakters die dit radicaal gebruiken.

## Karakters met het radicaal 44

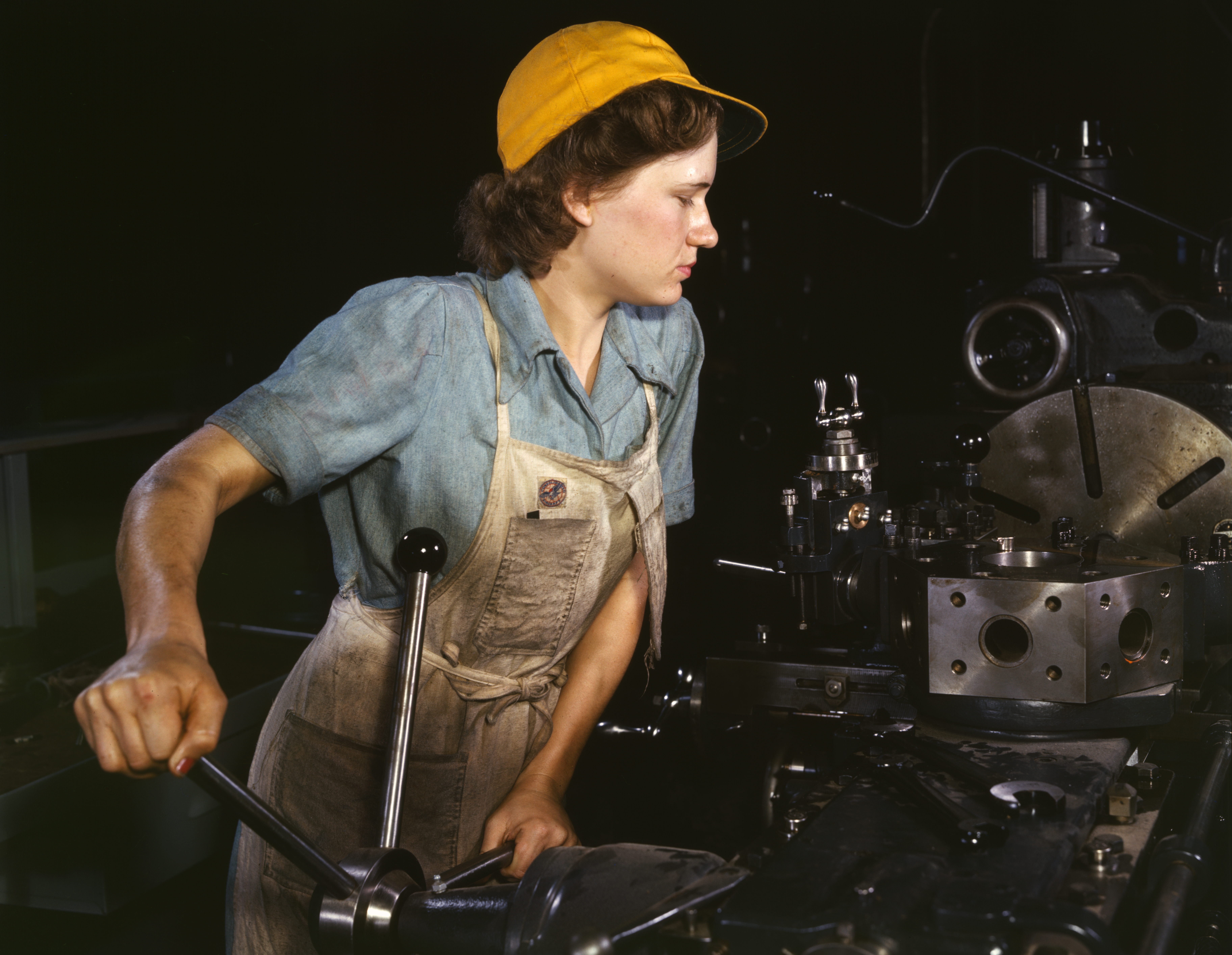
Fabrieksarbeidster aan het werk.

| Strepen | Karakter |
| ------- | -------- |
| + 0     | 工       |
| + 2     | 左 巧 巨 |
| + 3     | 巩 巪    |
| + 4     | 巫       |
| + 7     | 差       |
| + 9     | 巯       |
| + 10    | 巰       |

Orakelbotkarakter
Bronskarakter
Groot zegelkarakter
Klein zegelkarakter